# Момбелло-ди-Торино
Момбелло-ди-Торино (итал. Mombello di Torino) — коммуна в Италии, располагается в регионе Пьемонт, в провинции Турин.
Население составляет 374 человека (2008 г.), плотность населения составляет 93 чел./км². Занимает площадь 4 км². Почтовый индекс — 10020. Телефонный код — 011.
Покровительницей коммуны почитается святая Анна, празднование 26 июля.

## Демография
Динамика населения:

## Администрация коммуны
- Официальный сайт: